# Carolina Liar
Carolina Liar é uma banda americana de rock de Los Angeles. O vocalista Chad Wolf é originalmente da Suécia.
A banda é melhor conhecida pelas músicas "I'm Not Over" e "Show Me What I'm Looking For" do seu álbum de estréia Coming to Terms, produzido pelo produtores suecos Martin "Max Martin" Sandberg, Tobias Karlsson e Johan Schuster.
Em 3 de Março de 2009, o single "Show Me What I'm Looking For" foi apresentado na Loja de Música do iTunes com o Single de Graça da Semana. Na Austrália, irão promover nas rádios e televisões o seu single "Beautiful World". Não foi confirmada uma data de lançamento.

## Integrantes
- Chad Wolf – vocal e guitarra
- Johan Carlsson – teclado
- Jim Almgren Gândara – guitarra
- Rickard Göransson – guitarra
- Max Grahn – bateria
- Erik Hääger – baixo
- Randy Lane – bateria (substituto)

## Discografia

### Álbuns
- Coming to Terms, 2008, (Atlantic Records) #3 Top Heatseekers[2] #148 Billboard 200

### Singles
| Ano                                                       | Título                         | US  | US Mod | UK Singles Chart | IRMA | Álbum           |
| --------------------------------------------------------- | ------------------------------ | --- | ------ | ---------------- | ---- | --------------- |
| 2008                                                      | "I'm Not Over"                 | 119 | 3      | -                | -    | Coming to Terms |
| 2008                                                      | "Show Me What I'm Looking For" | 67  | 28     | 31               | 6    | Coming to Terms |
| 2009                                                      | "Beautiful World"              | -   | -      | -                | -    | Coming to Terms |
| "—" significa que o lançamento não entrou nas colocações. |                                |     |        |                  |      |                 |

## Aparições
- Jimmy Kimmel Live (12 de Junho de 2008)[5]
- 90210 (3 de Fevereiro de 2009, US)  (27 de Abril de 2009, UK)[5]
- MTV Spanking New Session (23 de Junho de 2009)[6]

## Na Cultura Popular
- "Beautiful World" apareceu no final da primeira temporada de Gossip Girl
- "California Bound" foi usada no episódio piloto do programa 90210. A banda mais tarde foi convidada no episódio 1.15 Help me Rhonda apresentando "Show me what I'm Looking For" e "I'm Not Over".
- "Coming to Terms" foi usada para promover a sexta temporada de One Tree Hill. As músicas "When You Are Near" e "Simple Life" foram mais tardes usadas na série.
- "Last Night" e "I'm Not Over" apareceu no programa da ABC chamado Greek.
- "I'm Not Over" foi apresentada no filme Jogo de Amor em Las Vegas What Happens in Vegas.
- Um trecho de "Show Me What I'm Looking For" foi usada em um comercial de TV para a Overstock.com. A banda é creditada no final do comercial.
- "I'm Not Over" foi ainda apresentada em um episódio de King Of The Hill.
- "I'm Not Over" foi apresentada no primeiro episódio de Harper's Island.
- "Show Me What I'm Looking For" foi usada para promover o programa da A&E, Obsessed.
- "Show Me What I'm Looking For" foi filmada inteira em Atlantic City, New Jersey, e no casino e rádio local.
- "I'm Not Over" foi apresentada no começo da primeira temporada de Vampire Diaries.
- I'm Not Over foi fundo musical de um dos episódios de Pretty Little Liars.